# Enkidu

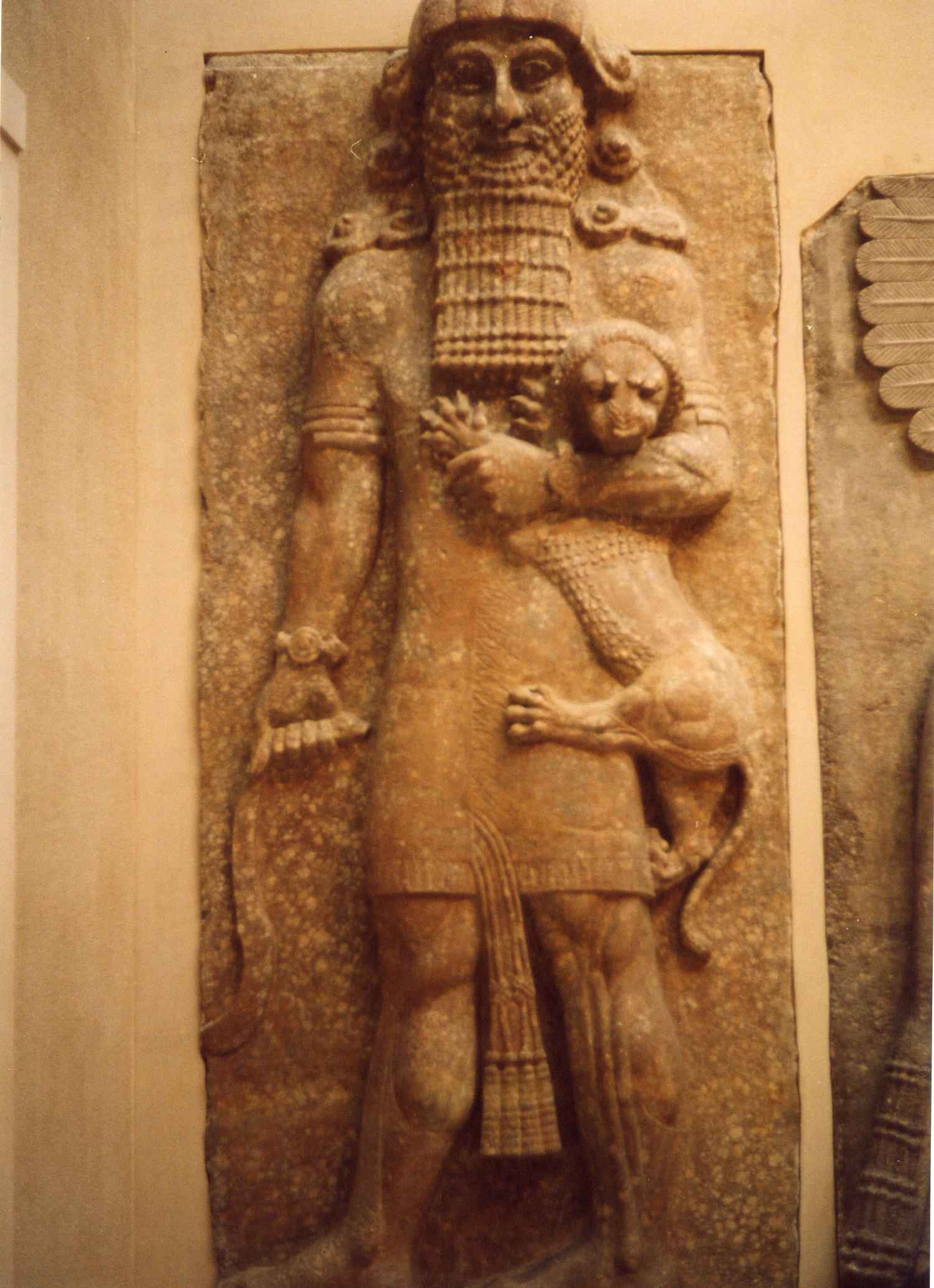
Posibilă reprezentare a lui Enkidu

Enkidu (în sumeriană: 𒂗𒆠𒆕, EN.KI.DU3; cu sensul de Creația lui Enki) este personajul principal din poemul mesopotamian antic Epopeea lui Ghilgameș. El a fost creat din argilă și din saliva lui Aruru. Enkidu era însoțitorul lui Ghilgameș, regele din Uruk. Este descris ca un om gigant păros și sălbatic care trăia departe de așezările umane.